# علی‌اصغر مجرد
علی‌اصغر مجرد (زادهٔ ٨ آبان ١٣٧۶) بازیکن والیبال اهل ایران است که برای باشگاه باشگاه صنعتگران امید تهران و تیم ملی والیبال ایران بازی می‌کند.

## آغاز فعالیت
وی والیبال را از کودکی با حمایت پدرش آغاز نمود، پدربزرگ، پدر و برادر بزرگ‌ترش والیبالیست بودند و او را به ورود به این رشته ترغیب کردند. سپس در اردوهای استعدادیابی فدراسیون والیبال شرکت کرد و برای حضور در اردوهای آماده‌سازی تیم ملی نوجوانان برگزیده شد.
نخستین مسابقۀ رسمی او در لباس تیم ملی والیبال ایران در رقابت‌های قهرمانی نوجوانان آسیا در سال ۲۰۱۴ بود.

## دستاوردها

### تیمی
- ۲۰۱۴/۱۳۹۳  قهرمانی پسران زیر ۱۸ سال آسیا
- ۲۰۱۵/۱۳۹۴  قهرمانی پسران زیر ۱۹ سال جهان
- ۲۰۱۶/۱۳۹۵  قهرمانی پسران زیر ۲۰ سال آسیا
- ۲۰۲۰/۱۴۰۰  قهرمانی مردان آسیا

### فردی
- بهترین مدافع روی تور قهرمانی پسران زیر ۱۸ سال آسیا
- بهترین مدافع روی تور قهرمانی پسران زیر ۱۹ سال جهان [۲]
- بهترین مدافع روی تور قهرمانی پسران زیر ۲۰ سال آسیا [۳]
- بهترین مدافع روی تور قهرمانی مردان اسیا۲۰۲۰